# Meurtre de Dwayne Jones
Le meurtre de Dwayne Jones a lieu dans la nuit du 21 au 22 juillet 2013 à Montego Bay. Alors qu'il participe à une soirée et porte des vêtements féminins, Jones — âgé de 16 ans — est attaqué et tué par un groupe. Le drame attire l'attention nationale et internationale sur les droits LGBT en Jamaïque.
Perçu comme efféminé, Jones est victime de harcèlement à l'école et est exclu du domicile familial à 14 ans. Il vit alors dans une maison abandonnée de Montego Bay avec des amies transgenres. Le 21 juillet 2013, il se rend à une soirée avec ses amies. Lorsque certains participants découvrent que Jones n'est pas une femme, ils affrontent le jeune homme, le battent et le tuent. Bien qu'une enquête soit menée, aucune personne n'est arrêtée.
Le meurtre fait la une de la presse jamaïcaine et rapporté par la presse internationale. Alors que certains estiment sur les réseaux sociaux que Jones a provoqué ses tueurs en s'habillant en femme, le meurtre est condamné par le ministre de la Justice de Jamaïque. Plusieurs associations demandent au gouvernement de faire toute la lumière sur le drame et de s'attaquer à l'homophobie sur l'île des Caraïbes.

## Contexte

### Dwayne Jones

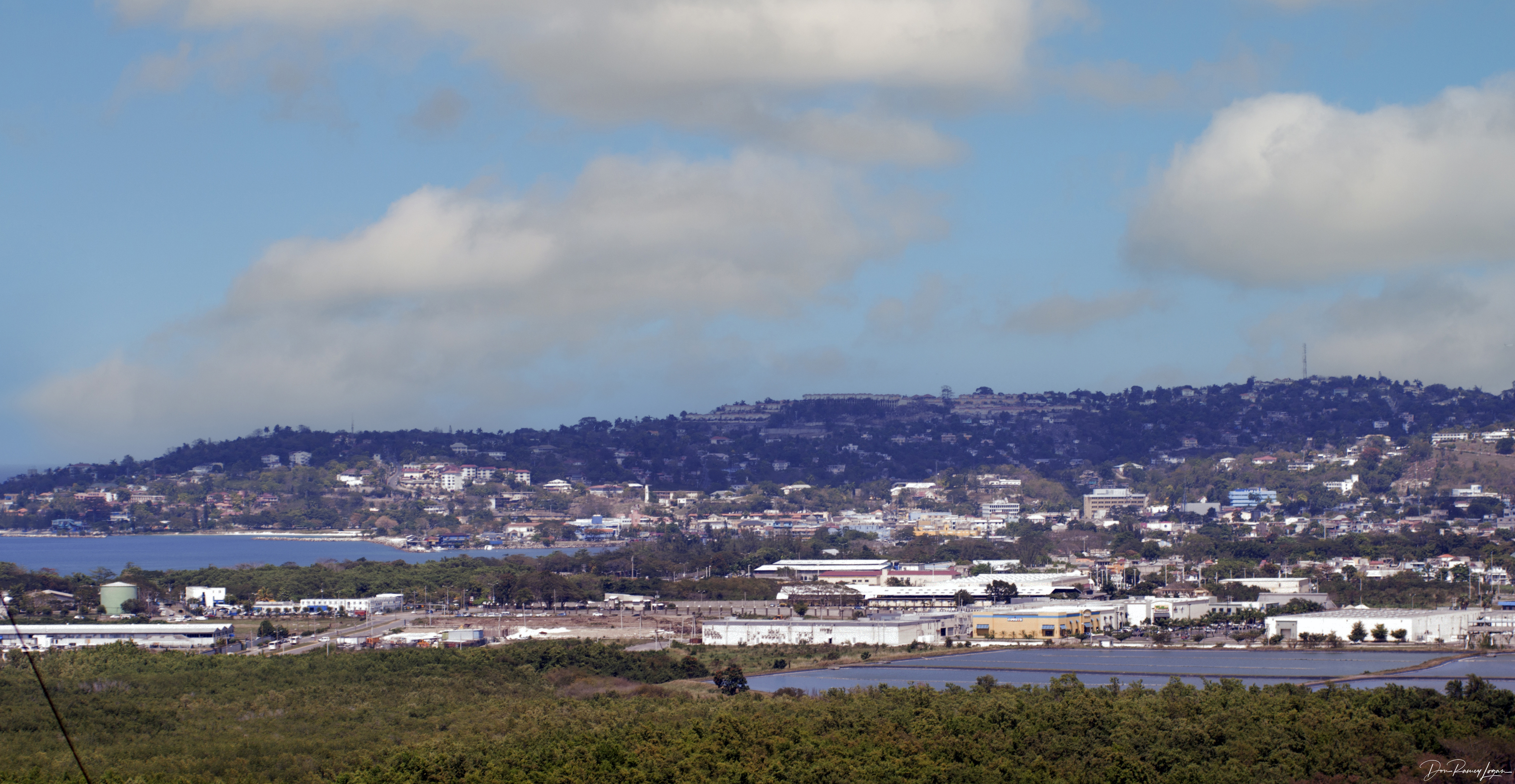
Vue Montego Bay depuis les collines où vivait Jones.

Dwayne Jones grandit dans un bidonville de Montego Bay, une ville du nord-est de la Jamaïque. Il est victime de harcèlement à l'école en raison de son comportement jugé efféminé. À 14 ans, le père de Jones lui impose de quitter le domicile familial et encourage ses voisins à l'expulser du quartier. Il dort dans des bosquets et sur les plages de Montego Bay avant de rejoindre un squat dans les collines de la ville. Il y vit avec deux amies transgenres, Keke et Khloe, âgées d'une vingtaine d'années,,.
Jones est surnommé « Gully Queen » (« la reine des rigoles ») par ses amis, en référence au système collecteur d'eaux pluviales où vivent de nombreux LGBT jamaïcains . Les amis de Jones remarquent qu'il souhaitait devenir enseignant ou travailler dans le tourisme. Il gagne une compétition locale de danse et avait évoqué son rêve de devenir un artiste comme Lady Gaga.
Alors que plusieurs médias rapportent que Jones était transgenre,, son meilleur ami utilise un pronom masculin pour le désigner et d'autres médias parlent de lui comme travesti, ou non-binaire.

### Homophobie en Jamaïque
En 2006, le Time compte la Jamaïque parmi les pays les plus homophobes du monde. Un sondage de 2012 révèle que 46 % des Jamaïcains expriment du « dégoût » à l'égard des homosexuels quand seulement 6 % expriment de l'« acceptation »
Les rapports sexuels entre personnes de même sexe, notamment entre hommes, sont interdits depuis l'adoption d'une loi de 1864, alors que l'île est une colonie britannique,. Depuis une loi de 2009 (Sexual Offences Act of 2009), tout homme condamné pour homosexualité doit être enregistré sur la liste des délinquants sexuels, au même titre que les violeurs,. D'après Human Rights Watch, la législation jamaïcaine contribue à un sentiment d'homophobie au sein du pays, les personnes homosexuelles étant considérées comme des criminels sans avoir commis d'autre crime que leur orientation sexuelle. L'homophobie est répandue sur l'île, soutenue par les églises conservatrices et de nombreuses chansons reggae ou dancehall (comme la chanson Boom Bye Bye de Buju Banton, qui appellent au meurtre des homosexuels),. Palash Gosh de l'International Business Times estime que bien que la violence soit commune sur l'île, les personnes LGBT sont particulièrement visées par des attaques gratuites. Durant l'été 2013, Human Rights Watch enquête pendant cinq semaines en Jamaïque ; plus de la moitié des personnes interrogées décrivent avoir été victimes de violences en raison de leur orientation sexuelle. Le Jamaica Forum for Lesbians, All-Sexuals and Gays souligne toutefois que les « zones de tolérance » sont de plus en plus nombreuses sur l'île.

## Meurtre
Le soir du 21 juillet 2013, le jeune Dwayne Jones s'habille avec des vêtements féminins et se rend à une soirée avec ses amies Keke et Khloe. La soirée, qui porte le nom de Henessey Sundays, se déroule dans un bar du quartier d'Irwin,,,. Le groupe arrive en taxi vers 2 heures du matin. Alors que Jones se fait passer pour une fille, plusieurs hommes dansent avec lui. Souhaitant garder son identité secrète, craignant l'homophobie, il révèle finalement son identité sexuelle à une participante à la soirée, avec qui il allait à l'église. La fille informe ses amis hommes, qui abordent Jones en dehors du bar et lui demandent s'il est un homme ou une femme. L'un d'entre eux examine les pieds de Jones avec une lampe torche et déclare que ceux-ci sont trop larges pour être ceux d'une femme,. Lorsque le groupe découvre qu'il s'agit d'un homme, les insultes homophobes fusent. Alors que son amie Khloe essaie de le sortir de la situation en lui disant de venir avec elle, Jones insiste auprès du groupe qu'il est une femme,.
Quand une personne décroche son soutien-gorge, Jones s'enfuit mais la foule le poursuit et l'attaque plus loin dans la rue. On le bat, le poignarde, lui tire dessus et lui roule dessus avec une voiture. Il perd plusieurs fois connaissance avant d'être finalement tué deux heures plus tard,. Personne ne semble être venu à son secours lors de l'altercation. Son amie Khloe est également attaquée, mais elle réussit à s'échapper en se cachant dans une église puis dans les bois,. La police arrive sur place à 5 heures du matin et découvre le corps de Jones dans un buisson le long d'Orange Main Road,,.
Une enquête est lancée et la police invite la famille et les amis de la victime à les contacter. La famille de Jones ne réclame pas son corps et son père refuse de parler à la presse,,. Le 14 août, le chef adjoint de la police Steve Brown annonce que 14 témoignages ont été recueillis et que l'enquête est en cours. Deux mois plus tard, le squat qu'occupait Jones est incendié. L'incident, qui pousse ses quatre occupants à s'enfuir, est considéré comme une attaque anti-LGBT par certains médias. PinkNews rapporte en mai 2014 que personne n'a été arrêté ou mis en examen. En août 2015, The Guardian confirme que le meurtre est une affaire non résolue.

## Réactions

### En Jamaïque

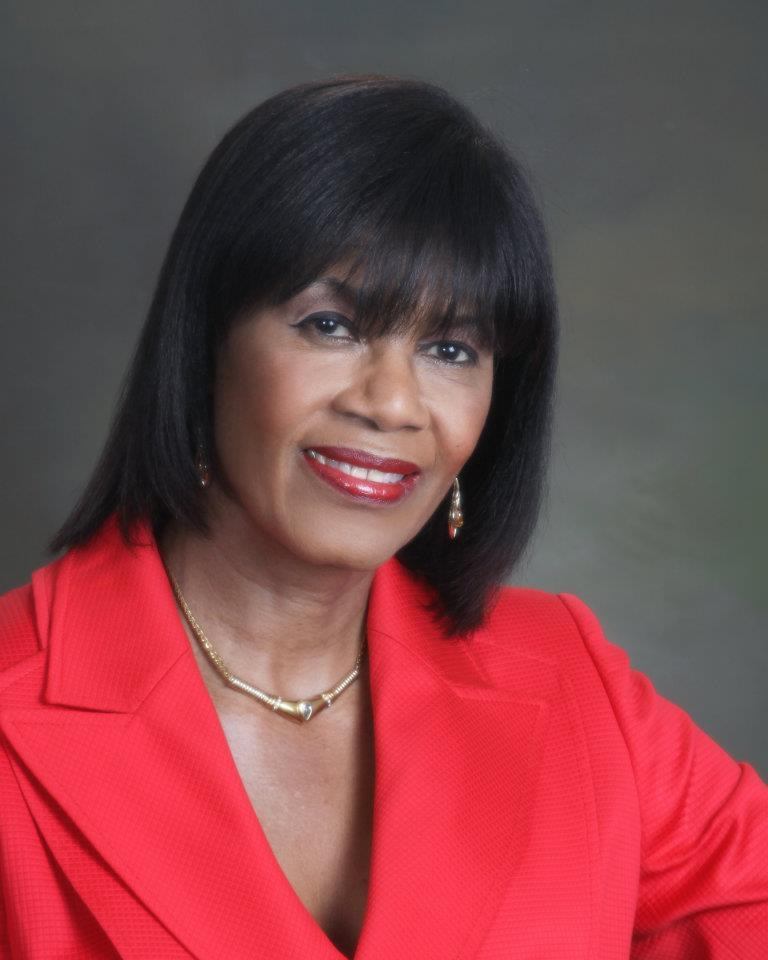
La première ministre Portia Simpson-Miller est critiquée pour son inaction sur les questions LGBT, malgré ses déclarations de campagne.

Le meurtre de Dwayne Jones fait la une des journaux jamaïcains,. Le ministre de la justice de l'île, Mark Golding, condamne le meurtre et appelle à en finir avec « les actes de violences dépravés ». Il ajoute que « tous les Jamaïcains intelligents [doivent soutenir] le principe de respect des droits fondamentaux de toutes les personnes » et se montrer tolérants à l'égard des minorités. Sur les réseaux sociaux, la plupart des Jamaïcains cependant estiment que Jones est responsable de l'affrontement en se travestissant dans une société qui ne tolère pas un tel comportement. Newton D. Duncan, enseignant à l'université des Indes occidentales (UWI), souligne que la grande majorité de la population estime que les travestis sont des homosexuels qui méritent d'être punis ; il note cependant que la majorité des travestis et transformistes sont hétérosexuels. Il compare les attaques subies par les personnes LGBT aux lynchages d'Afro-Américains aux États-Unis.
Dans le journal The Gleaner, pourtant critiqué pour sa ligne éditoriale souvent homophobe, la professeure de l'UWI Carolyn Cooper condamne l'attaque et éreinte l'usage sélectif de la Bible, notant que la condamnation biblique de l'homosexualité et du travestissement semblait éclipser les propres péchés d'un certain nombre de Jamaïcains, pratiquant notamment l'adultère et le meurtre. Elle reçoit de nombreuses réponses estimant que les véritables victimes étaient les hommes trompés par Jones, avec qui il dansait. Dans une réponse à ces messages, Cooper réaffirme sa condamnation du meurtre et consdière que les hommes en question auraient pu repousser Jones sans violence. Dans le quotidien, le militant de la lutte contre le sida Jaevion Nelson avoue s'être demandé pourquoi Jones ne s'était pas contenté des soirées gays clandestines avant de se rendre compte qu'il tombait dans la « culture de la violence » en critiquant la victime. Il appelle à « reconstruire cette grande nation [qu'est la Jamaïque] sur les principes d'inclusion, d'amour, d'égalité et respect sans distinction aucune ».
Le 25 juillet, l'association de défense des LGBT Jamaica Forum for Lesbians, All-Sexuals and Gays (J-Flag) publie un communiqué exprimant sa « profonde inquiétude » et offrant ses condoléances aux proches de Jones. Elle encourage les habitants de Montego Bay à apporter leur aide à la police, pour retrouver les auteurs de l'attaque qu'elel considère comme un affront à la démocratie,,. L'association LBGT Quality of Citizenship Jamaica appelle de son côté le gouvernement et les églises à s'engager dans un dialogue avec les associations LBGT pour parvenir au « vrai respect de tous » (true respect for all) que professe l'hymne national. Jamaicans for Justice, une association de défense des droits de l'homme encourage également la première ministre Portia Simpson-Miller et les dirigeants religieux à condamner le meurtre.
Une association caritative appelée « la maison de Dwayne » (en anglais : Dwayne's House) est créée en la mémoire de Jones pour aider les jeunes LGBT sans abri,.

### À l'international
La nouvelle de la mort de Jones attire également l'attention des médias internationaux, poussant plusieurs associations de défense des droits de l'homme à condamner le meurtre. Graeme Reid de Human Rights Watch appelle le gouvernement à envoyer un « message sans équivoque » de tolérance zéro vis-à-vis des violences contre les personnes LGBT,. Reid note que la première ministre Portia Simpson-Miller n'a pas légalité les relations homosexuelles, contrairement à ses déclarations lors des élections de 2011. Dans un rapport de 2014, l'association considère que « les circonstances du meurtre offrent un aperçu sur la situation qu'affrontent les personnes LGBT en Jamaïque : un grand risque de violence, une vulnérabilité renforcée par la povreté et le rejet des familles, ainsi qu'une réponse en demi-teinte des autorités et de la population ».
Au Royaume-Uni, l'association LGBT noire Out and Proud Diamond Group et la fondation Peter Tatchell organisent des manifestations devant l'ambassade de Jamaïque à Londres le 28 août,. Tatchell estime plus tard que le manque d'action de Simpson-Miller et de la police se rapproche d'une complicité avec les auteurs de crimes anti-LGBT.